# Chaviães
Chaviães é uma povoação portuguesa do Município de Melgaço que foi sede da extinta Freguesia de Chaviães, freguesia que tinha 4,47 km² de área e 385 habitantes (2011), e, por isso, uma densidade populacional de 86,1 hab./km². 
A Freguesia de Chaviães foi extinta (agregada) pela reorganização administrativa de 2012/2013, sendo o seu território agregado ao da Freguesia de Paços para criar a União de Freguesias de Chaviães e Paços. 
Especula-se que a sua toponímia resulta da evolução do antigo nome de origem romana Flavianes ou Flavianus para Chavianes até à forma actual, significando "às portas da muralha" ou "às porta da vila".

## População
| População da freguesia de Chaviães | População da freguesia de Chaviães | População da freguesia de Chaviães | População da freguesia de Chaviães | População da freguesia de Chaviães | População da freguesia de Chaviães | População da freguesia de Chaviães | População da freguesia de Chaviães | População da freguesia de Chaviães | População da freguesia de Chaviães | População da freguesia de Chaviães | População da freguesia de Chaviães | População da freguesia de Chaviães | População da freguesia de Chaviães | População da freguesia de Chaviães |
| ---------------------------------- | ---------------------------------- | ---------------------------------- | ---------------------------------- | ---------------------------------- | ---------------------------------- | ---------------------------------- | ---------------------------------- | ---------------------------------- | ---------------------------------- | ---------------------------------- | ---------------------------------- | ---------------------------------- | ---------------------------------- | ---------------------------------- |
| 1864                               | 1878                               | 1890                               | 1900                               | 1911                               | 1920                               | 1930                               | 1940                               | 1950                               | 1960                               | 1970                               | 1981                               | 1991                               | 2001                               | 2011                               |
| 604                                | 676                                | 678                                | 655                                | 744                                | 654                                | 746                                | 807                                | 841                                | 896                                | 648                                | 601                                | 511                                | 431                                | 385                                |

| Distribuição da População por Grupos Etários | Distribuição da População por Grupos Etários | Distribuição da População por Grupos Etários | Distribuição da População por Grupos Etários | Distribuição da População por Grupos Etários | Distribuição da População por Grupos Etários | Distribuição da População por Grupos Etários | Distribuição da População por Grupos Etários | Distribuição da População por Grupos Etários | Distribuição da População por Grupos Etários |
| -------------------------------------------- | -------------------------------------------- | -------------------------------------------- | -------------------------------------------- | -------------------------------------------- | -------------------------------------------- | -------------------------------------------- | -------------------------------------------- | -------------------------------------------- | -------------------------------------------- |
| Ano                                          | 0-14 Anos                                    | 15-24 Anos                                   | 25-64 Anos                                   | > 65 Anos                                    |                                              | 0-14 Anos                                    | 15-24 Anos                                   | 25-64 Anos                                   | > 65 Anos                                    |
| 2001                                         | 41                                           | 48                                           | 205                                          | 137                                          |                                              | 9,5%                                         | 11,1%                                        | 47,6%                                        | 31,8%                                        |
| 2011                                         | 23                                           | 37                                           | 174                                          | 151                                          |                                              | 6,0%                                         | 9,6%                                         | 45,2%                                        | 39,2%                                        |

## Localização
Situada numa colina sobranceira ao rio Minho, dista dois quilómetros da sede do município de Melgaço. Confronta com o rio Minho, a norte e poente, Paços e Fiães, a nascente, Roussas e Vila a sul.
Para além da sede, a freguesia era composta pelos seguintes lugares principais: Barralha, Barraço, Barreiro, Bouça, Carvalheiras, Casal, Cortinhal, Cotos Curveira, Escuredo, Gondufe, Igreja, Lages, Nogueira, Orjás, Outeiro, Pena, Portela, Quinta, Redondas, Soengas, Tapada, Vale e Viso.

## História
De origem ainda pré-histórica, o território da Freguesia de Chaviães guarda vestígios de cultura dolménica, remontando a quatro ou cinco mil anos, no lugar do coto da Moura, assim como de cultura celta e castreja, no lugar do monte do Castelo. Encontrando-se num lugar prestigiado, próximo do rio e numa colina, os seus polos civilizacionais possuíam um cariz militar, sendo fortificados e murados. 
Foi lugar de passagem do exército romano, sendo arqueologicamente comprovada a sua presença no território, através de vestígios de acampamentos e até mesmo de pequenas povoações. Especula-se que o nome dado originalmente a este território seria Flavianes ou Flavianus, em homenagem ao imperador Tito Flávio Vespasiano, primeiro da dinastia flaviana, tendo evoluído para Chavianes e finalmente até à forma actual de Chaviães.
Após a Reconquista Cristã e o nascimento do Condado Portucalense, a freguesia de Chaviães é referenciada pela primeira vez no foral que D. Afonso Henriques deu a Melgaço, em 1183, onde foi anexada metade da povoação ao concelho minhoto, que era património da Coroa Portuguesa.
Mais tarde, durante o século XIII, tornou-se abadia da apresentação da Casa de Bragança. 
Em 1839, a freguesia foi anexada à comarca de Monção, contudo em 1878, essa decisão foi revogada e a freguesia retornou à comarca e julgado de Melgaço até à actualidade.

## Valores Patrimoniais e Pontos de Interesse
- Igreja de Chaviães (ou Igreja de Santa Maria Madalena de Chaviães)
- Capela da Encarnação
- Capela da Quinta de Nossa Senhora da Conceição
- Capela de Santa Bárbara
- Alminhas das Lages
- Casa Grande
- Margens e Pesqueiras no Rio Minho[7]

## Sectores Laborais
Agricultura, pecuária, pesca fluvial, vinicultura e pequeno comércio.

## Romarias e Tradições Festivas
Orago: Santa Maria Madalena
Festas: Nossa Senhora da Conceição (8 de Dezembro), Santa Maria Madalena (22 de Julho), Nossa Senhora de Fátima e Santa Bárbara (Agosto) e Senhora da Encarnação (Setembro)

## Galeria

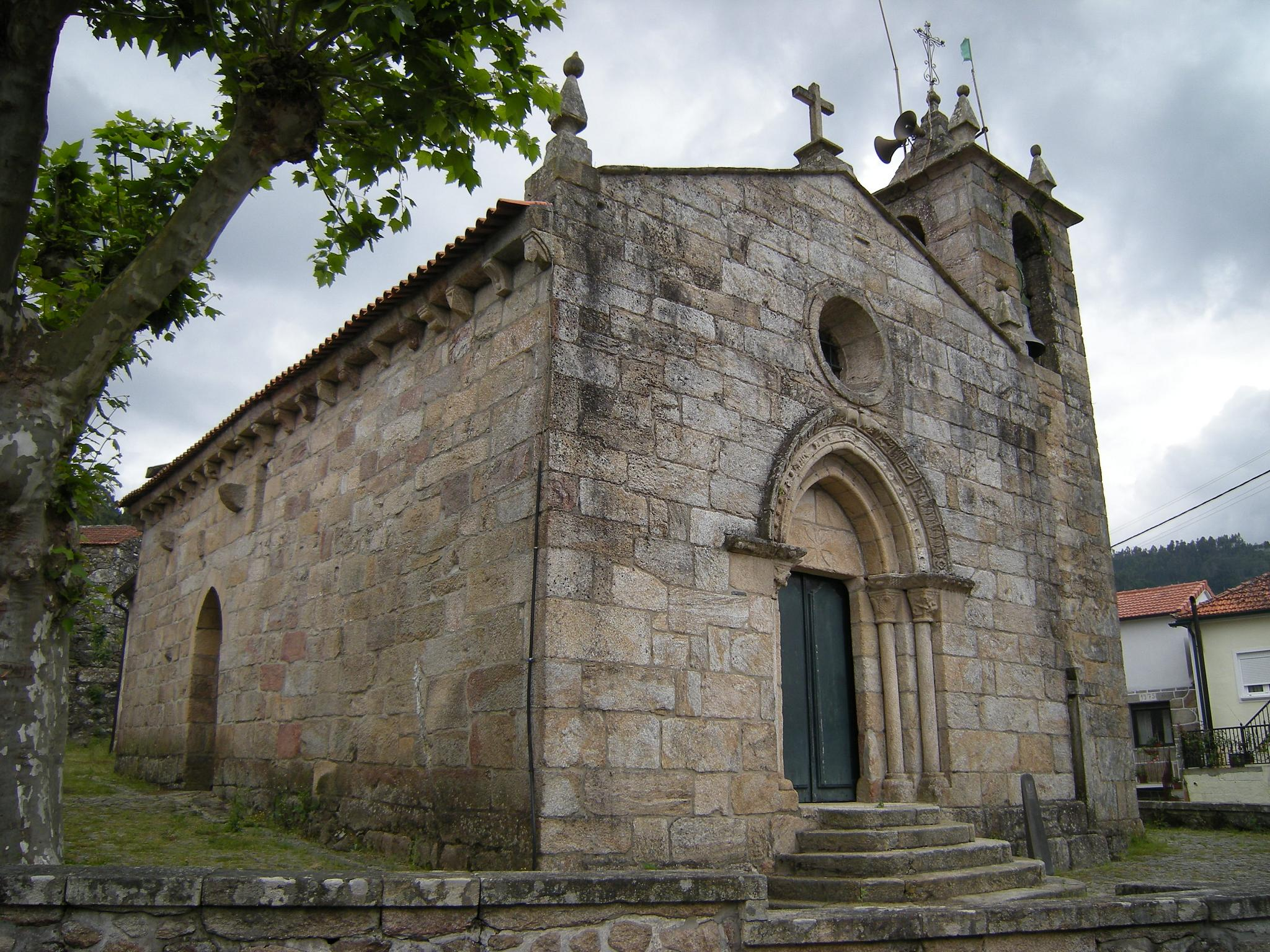
Igreja de Santa Maria Madalena de Chaviães
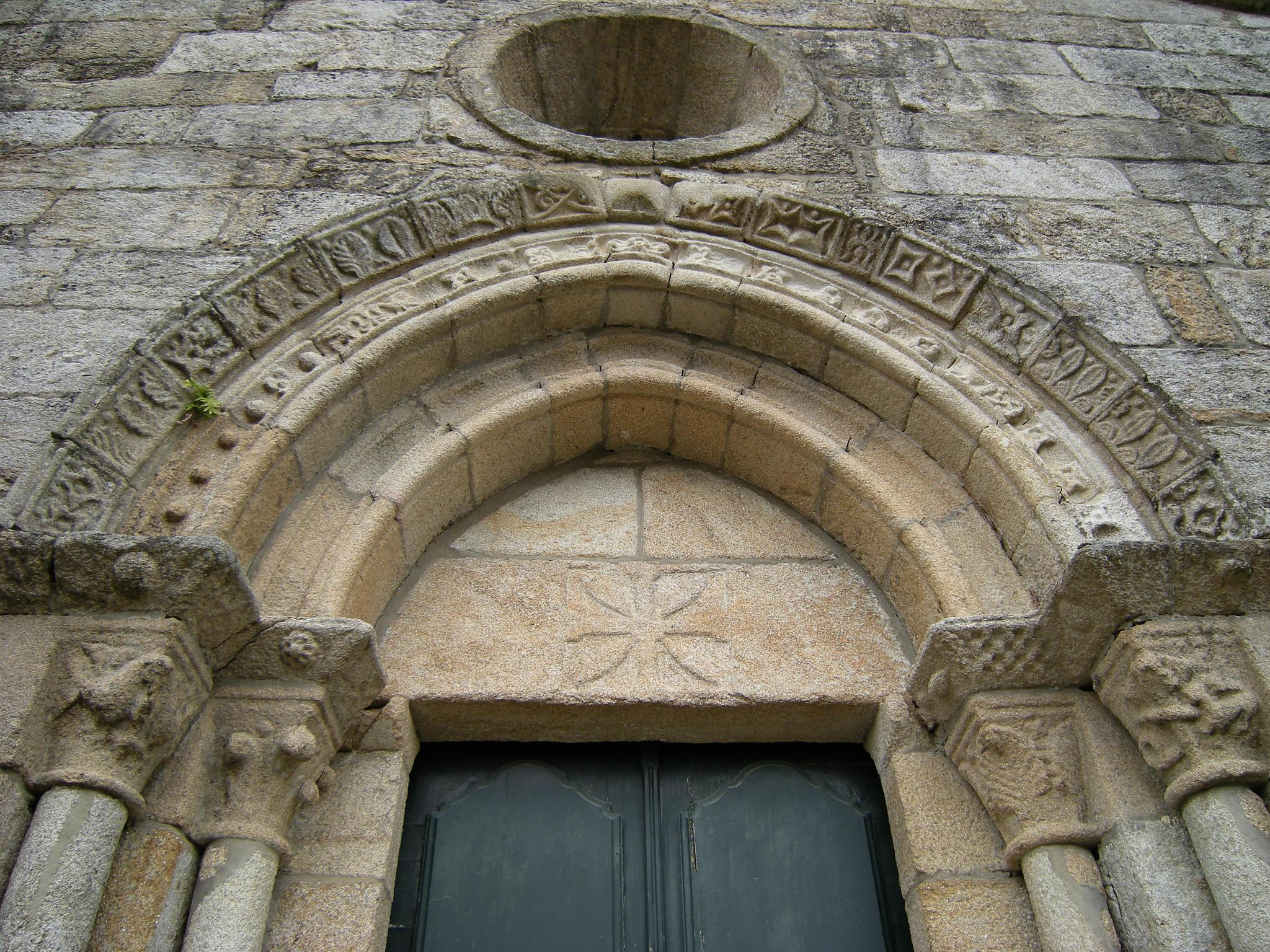
Pormenor do Portal da Igreja de Santa Maria Madalena de Chaviães
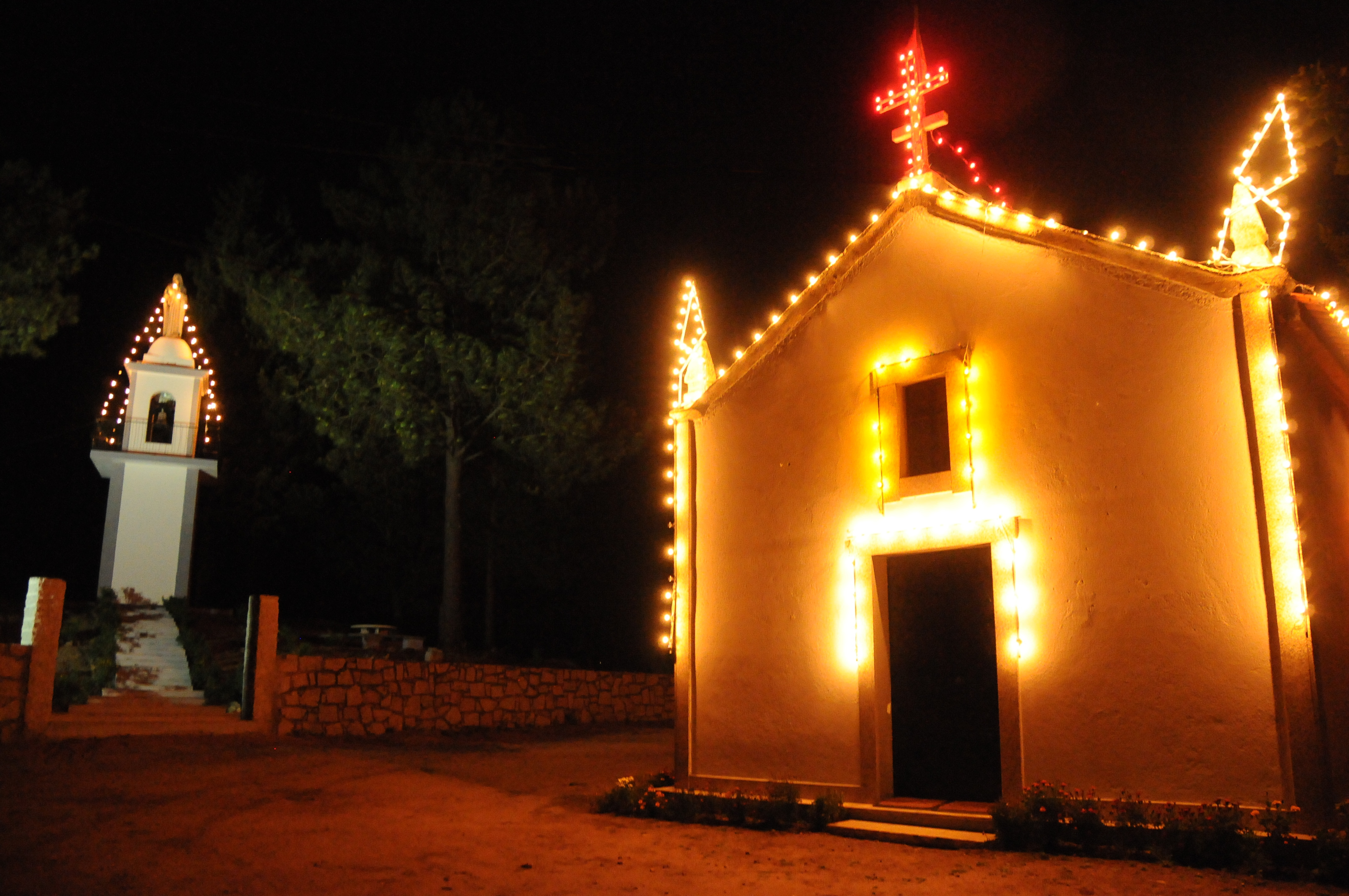
Capela de Santa Bárbara